# Gresse-en-Vercors
Gresse-en-Vercors é uma comuna francesa na região administrativa de Auvérnia-Ródano-Alpes, no departamento de Isère.